# Luc Steins
Luc Steins, född 22 mars 1995 i Voerendaal, är en nederländsk handbollsspelare (mittnia). Han spelar för franska Paris Saint-Germain HB och det nederländska landslaget.

## Karriär
Luc Steins fick sitt stora genombrott i karriären när han i november 2020 blev utlånad till Paris Saint-Germain HB för att ersätta Nikola Karabatić, som var borta på grund av skada. I mars 2021 meddelades att han nästa säsong inte återgår till Fenix Toulouse HB, utan har skrivit kontrakt med Paris Saint-Germain fram till 2024.
Under säsongen 2020/21 blev han uttagen i All-Star Team och framröstad som MVP i den franska ligan.
Vid EM 2022 kom han med i All star team som bästa mittnia.
Under säsongen 2021/22 blev han åter uttagen i All-Star Team och vald till MVP i den franska ligan. Även 2022/23 blev han utsedd till bästa mittnia i All-Star Team, för tredje året i rad.

## Meriter
- Fransk mästare 2021, 2022 och 2023 med Paris Saint-Germain
- Fransk cupmästare 2021 och 2022 med Paris Saint-Germain
- EHF Champions League 2021 med Paris Saint-Germain
- Nederländsk mästare 2015 och 2016 med Limburg Lions
- Nederländsk cupmästare 2014/15 och 2015/16 med Limburg Lions

Individuella utmärkelser
- MVP franska ligan: 2020/21, 2021/22, 2022/23
- All-Star Team som bästa mittnia franska ligan: 2020/21, 2021/22, 2022/23
- All-Star Team EM 2022
- EHF Excellence Awards Säsongens bästa mittnia: 2022/23